# باراك ليفي
باراك ليفي (بالعبرية: ברק לוי‏) (7 يناير 1993 بريشون لتسيون في إسرائيل - ) هو لاعب كرة قدم إسرائيلي في مركز حراسة المرمى. شارك مع منتخب إسرائيل تحت 19 سنة لكرة القدم ومنتخب إسرائيل تحت 21 سنة لكرة القدم. أما مع النوادي، فقد لعب مع مكابي نتانيا ونادي مكابي تل أبيب.

## روابط خارجية
- باراك ليفي على موقع قاعدة بيانات كرة القدم.إي يو (الإنجليزية)
- باراك ليفي على موقع Soccerway.com (الإنجليزية)
- باراك ليفي على موقع AS.com (الإسبانية)